# Эвенки
Не путать с родственным народом Эвены.
Эве́нки (эвенк. эвэнкил, ставшее официальным этнонимом в 1931 году); устаревшее название — тунгусы (кит. 鄂温克族 èwēnkè zú; монг. хамниган) — коренной тунгусо-маньчжурский народ Восточной Сибири, живущий в России, Монголии и на северо-востоке Китая. Отдельные группы эвенков были известны как орочены, манегры, солоны и множество др.
Эвенкийский язык относится к тунгусо-маньчжурской языковой семье. В нём выделяется три группы диалектов: северная, южная и восточная. Каждый диалект подразделяется на говоры.
Эвенки внесены в Перечень коренных малочисленных народов Севера, Сибири и Дальнего Востока Российской Федерации.

## Этнонимы
Наиболее ранними этнонимами северных тунгусов (эвенков, эвенов, негидальцев), возникшими в эпоху древнетунгусской общности, следует считать самоназвания илэ/илкан, что в дословном переводе означает «человек».
Эвэнки — наиболее распространённый эндоэтноним в среде разных современных групп эвенков. Происхождение самоназвания северных тунгусов — эвэнки/эвэн — связывается с фольклорным эпитетом «поперечноглазый» — эвунки есачи, ewunikin esal, что образно выражает понятие «человек вообще».
Экзоним «тунгус», имевший широкое распространение с XVII до первой половины XX века, имеет самодийское происхождение и образован от тунго/тунгу (мн. ч. — тунгос/тунгус) — название эвенков в языке и фольклоре ненцев. Другими распространёнными самоназваниями восточных эвенков являются орочен, этимология которого связывается с понятиями «оленный человек», либо «житель горных вершин», «житель гор», и уранкай «житель горной местности».
Локальные группы северных тунгусов, относящиеся к эвенкийским родам, имеют самоназвания, образованные по ландшафтно-территориальному принципу и в соответствии с традициями хозяйствования: бирар (бирары), дословно — «поречане»; солон (конные эвенки Китая) — «жители верховий реки (Амура)»; деючер (дючеры) — «жители долины р. Зея»; мурчел (мурчены) — «конные» (эвенки Забайкалья); хундысал — «использующие собак для перемещения» и др.

## Язык и письменность

### Топонимы
Большая часть топонимов территорий горно-таёжного ландшафта Сибири происходит из языка северных тунгусов, как, по одной из версий, и само слово «Сибирь», которое в эвенкийском языке и фольклоре охватывает значения-концепты «земля, мир, вселенная». От слов-концептов языка и мировоззрения северных тунгусов образованы крупнейшие сибирские гидронимы: Лена — от эвенк., эвен. Эенэ — «Основное, главное течение», Енисей — Эенэhи — «Основным течением являющаяся», Амур — «Большая река».
Большинство современных географических названий таёжной зоны Сибири имеет происхождение из языка северных тунгусов: Зея — эвенк. Дее — «лезвие»; Алдан — эвенк. Олдан, Олдон — «Боковая», «Сбоку (хребтов) текущая»; Вилюй — эвенк. Булэ, Булэй — «Текущая по болотистой местности», «Болотистая»; Анюй — эвенк., эвен. «правый приток, удобный для пути»; Шилка — эвенк. Силки, Шилки — «Узкая долина»; Джугджур — эвенк. Дюгдюр, Дюгдыр — «Место, откуда реки текут в обе стороны (хребта)», «Водораздел»; оз. Сунтар — эвенк. Хуӈтар/Суӈтар — «Глубокое»; Чита — эвенк. Читэ — «Глинистое место»; Сковородино — эвенк. Кэвэрдэнэ — «Место с большими открытыми болотистыми (либо травяными) равнинами»; Тында — «Место удобное для свободного выпаса (оленей)»; Тыгда — эвенк. Тыгдэ — «Дождь», «Дождливое место» и многие другие.

## Расселение

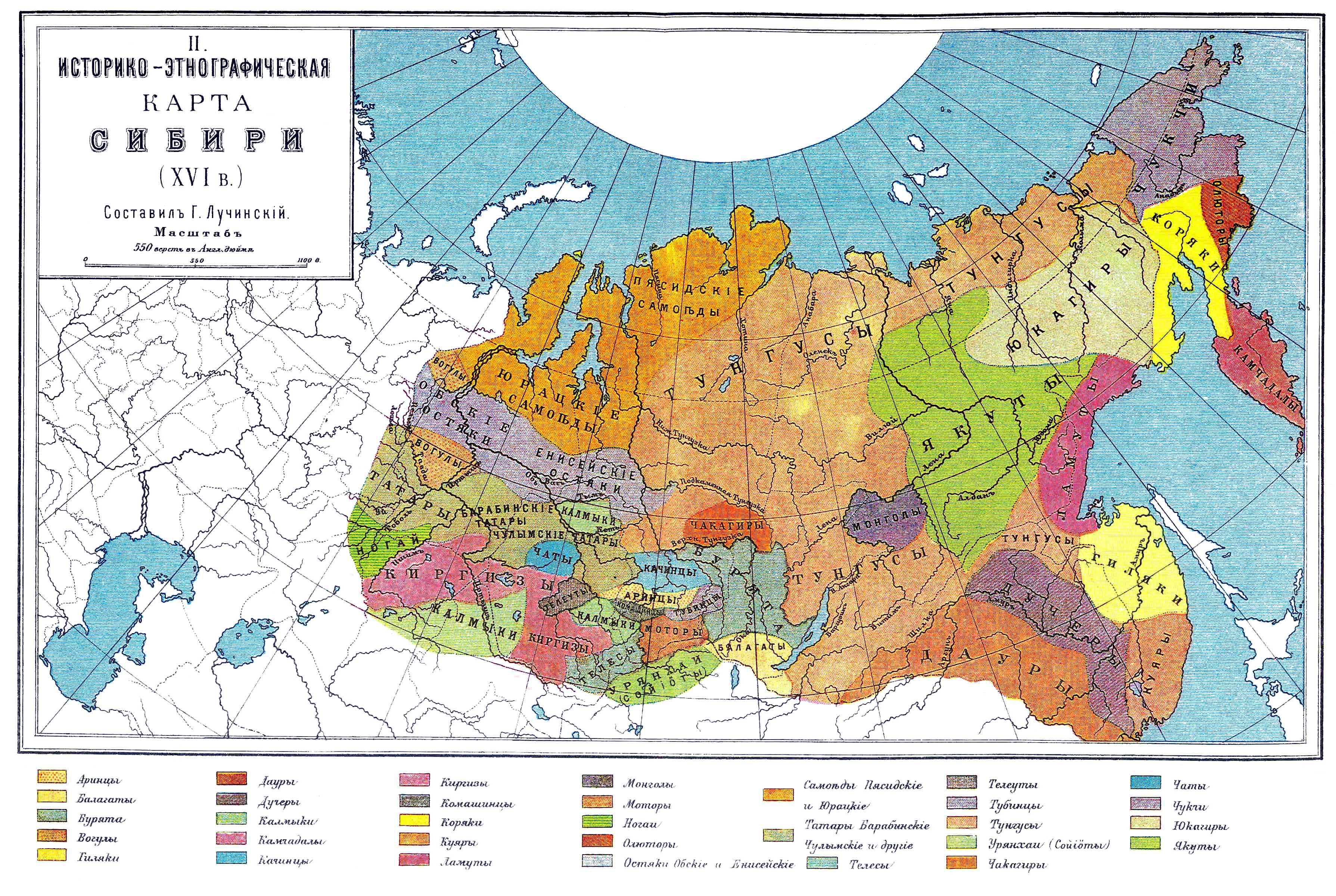
Историко-этнографическая карта Сибири (XVI в.). Изображение взято из Энциклопедического словаря Брокгауза и Ефрона

Эвенки населяют обширную территорию от Енисея на западе до Охотского моря на востоке. Южная граница расселения эвенкийских групп проходит по обеим сторонам Амура, лесо-степной зоне Внутренней Монголии (КНР) и Монголии. В административном отношении эвенки России расселены в границах Иркутской, Амурской, Сахалинской областей, республик Якутии и Бурятии, Красноярского, Забайкальского и Хабаровского краёв. Они присутствуют также в Томской и Тюменской областях. На этой огромной территории они нигде не составляют большинства населения и преимущественно живут в одних поселениях вместе с русскими, якутами, бурятами и другими народами.

## История

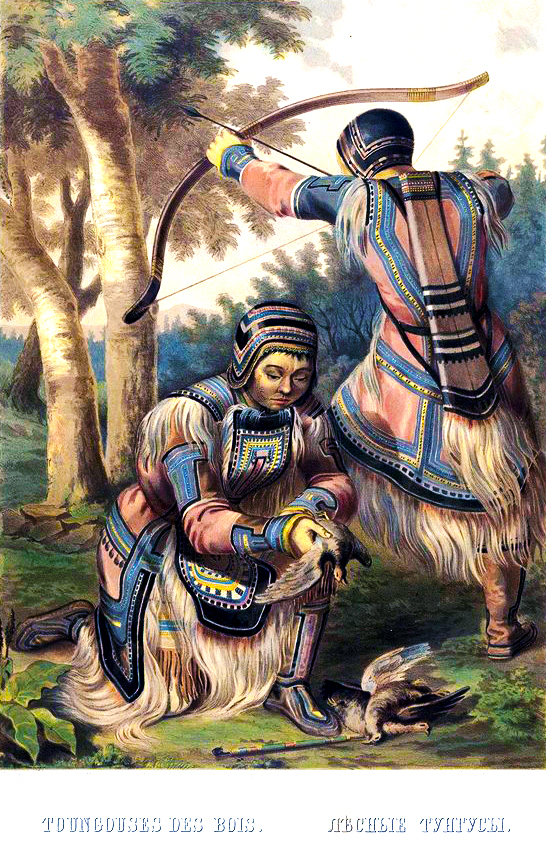
Лесные тунгусы, 1862 год

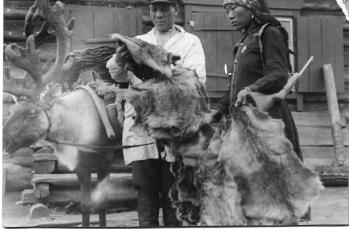
Эвенки в 1938 году

Истоки этногенеза эвенков и родственных этносов тунгусо-маньчжурской группы восходят к эпохе позднего каменного века и связаны с прототунгусской общностью, сложившейся в горно-таёжном сибирском ландшафте на основе этнографического комплекса кочевой культуры охотников на лося. В процессе складывания прототунгусской охотничьей культуры возникли основные элементы материальной культуры тунгусов: широкие охотничьи лыжи, тунгусский тип колыбели, наспинная поняга для переноски груза, переносные горшки-дымокуры, разборное коническое жилище (чум) и др., а также язык предков современных тунгусо-маньчжурских народов. Подвижный характер охотничьей культуры древних тунгусов обусловил широчайшую область расселения предков современных эвенков, эвенов и родственных этносов уже в позднем неолите. Область расселения, которую можно обозначить как прародину тунгусо-маньчжурских народов, располагается в пределах обширной территории, охватывавшей бассейны рек Вилюй, Катанга, Ангара, а также Прибайкалье и Верхнее Приамурье. Своеобразным «центром древнего тунгусского мира» считается Байкал, с которым связаны многие фольклорные тексты о происхождении эвенков. Описания этого озера как прародины эвенков, на берегу которого рождается и постигает охотничье умение герой-первопредок, встречаются в зачинах эпоса восточных эвенков и фольклорных текстах эвенков Китая. Основным направлением миграций тунгусов в разное историческое время, обусловивших возникновение современных народов тунгусо-маньчжурской группы, является восток (преимущественно, вдоль речной системы Амура).
Наиболее близкими из известных археологических культур являются серовская (прототунгусская общность — 5-6 тыс. л. н.) и глазковская (северо-тунгусская общность — 3,5-4,5 тыс. л. н.) культуры байкальского неолита. Не позднее 3 тыс. лет назад предки северных тунгусов приручили оленя, а к рубежу 2-2,5 тыс. лет назад освоили верховое транспортное оленеводство.
В 1-м тыс. н. э. крупные родоплеменные объединения северных тунгусов принимали участие в формировании тунгусской государственности в составе Бохай (конец VII — начало IX вв.), а в нач. 2-го тыс. — в составе Аньчун Гурун (Айсин Гурун, Цзинь) (начало XII — начало XIII вв.). В XIII веке часть эвенков Забайкалья и Прибайкалья были принуждены к участию в военном походе на запад в составе монгольского войска, составив подразделения авангарда конных лучников. Дойдя до Хорезма, участвовав во многих крупных сражениях и проявив себя храбрыми, умелыми воинами и меткими стрелками, эвенки снискали уважение Чингисхана, который берег стрелков-эвенков, игравших важную роль в тактике «заманивания противника» и сооружении таранных машин для взятия крепостей. Позднее значительная часть этой группы эвенков, вернувшись в Забайкалье, переняла монгольские традиции хозяйствования.
Начиная с 30-х годов XVII века значительное число эвенкийских групп вошло под влияние маньчжурской империи Цин, начавшей расширение своего территориально-политического влияния с присоединения родственных народов. Эвенкийские роды Приамурья и Забайкалья вступили в вооружённое противостояние, но были побеждены и принуждены к участию в войнах в составе восьмизнамённой армии империи Цин. До прихода русских в XVII веке эвенкийские роды занимали более половины всей территории Сибири, распространив своё влияние от междуречья Оби и Енисея до Охотского моря и от Забайкалья и Приамурья до Северного Ледовитого океана. Начальный этап освоения Сибири Российской империей сопровождался локальным военным противостоянием с группами коренных народов Сибири, в числе которых были многие эвенкийские роды. Причиной сопротивления являлась жёсткая политика насильственного принуждения к выплате ясака и других сборов, приводившая к обнищанию населения. В течение XVII века почти все группы эвенков оказались под политическим влиянием двух империй — Российской и Цин. Крупный конгломерат родов эвенков Забайкалья и Верхнего Приамурья сыграл важную роль при присоединении Забайкалья к России. В 1667 году около более 20 эвенкийских родов под предводительством князя Гантимура (в крещении — Пётр) вышли из-под влияния цинской администрации и приняли российское подданство, обеспечив тем самым политическое право России на обширные территории по левобережью Аргуни и Амура. При непосредственном участии и поддержке эвенков под началом Катаная — Павла Петровича Гантимурова (сына Гантимура) — был заключён Нерчинский договор (1689 г.), распределивший границы между Россией и Цинским Китаем. Забайкальские эвенки в течение 200 лет выступали защитниками границ огромной территории Забайкалья и Верхнего Приамурья. В 1760 году в Забайкалье был сформирован пятисотенный тунгусский казачий полк, давший основу для возникновения забайкальского казачества.
События XX века, сопровождавшиеся всеобщим переустройством образа жизни кочевых народов Сибири, стали сложным периодом в истории эвенков. Насильственный переход на оседлый образ жизни снизил значимость многих культурных традиций эвенков и существенно уменьшил территориальные права эвенкийских родов. В 1924—1925 годах на Дальнем Востоке произошло крупное вооружённое Тунгусское восстание, вызванное неправомерной налоговой политикой властей Охотского уезда и жестокими репрессиями уездного ОГПУ. К отрицательным последствиям, повлиявшим на степень сохранности культуры эвенков в XX и XXI веках, относятся коллективизация, укрупнение мест компактного проживания и усилившееся промышленное воздействие, повлекшее очень сильное ухудшение экологии горно-таёжного ландшафта. В качестве положительных явлений в жизни эвенков можно отметить повышение уровня образования.

## Численность

Расселение эвенков в СФО по городским и сельским поселениям в %, перепись 2010 г.

Расселение эвенков в ДФО по городским и сельским поселениям в %, перепись 2010 г.

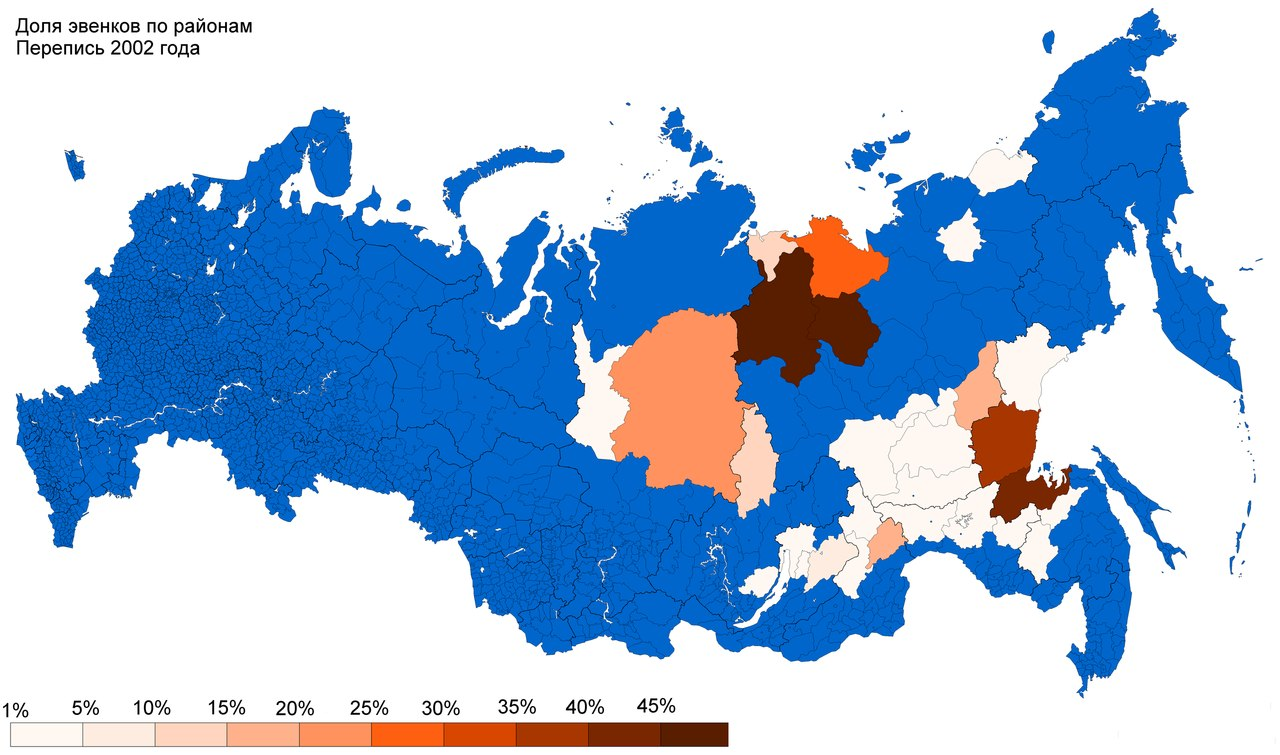
Доля эвенков по районам России (перепись 2002 года)

Численность тунгусов ко времени их вхождения в состав России (XVII век) оценивалась приблизительно от 36,2 до 39,4 тыс., уменьшившись к концу XVII в. до 27,7 тыс. человек.
Наиболее точные данные об их численности предоставила перепись 1897 года — 66,27 тыс. человек, при этом родным языком считали тунгусский 55 % эвенков, русский — 25 %, другие языки — 20 %. По результатам уточнённой переписи 1926 г., в СССР было 38,6 тыс. тунгусов. Перепись населения СССР 1959 г. зафиксировала 24,71 тыс. эвенков, из которых родным языком считали 55 % эвенкийского населения. По переписи 1970 года, численность эвенков составляла 25149 человек, при владении родным языком — 52 %. В 1989 году численность эвенков увеличилась до 30163 человек, при снижении владения родным языком до 30,5 %.
Согласно переписи 2002 года, в России проживали 37 116 эвенков. Уровень владения родным языком сократился до 20,4 %. По переписи 2010 г., численность эвенков России составила 37 843 человека, при владении родным языком 11,4 %. По данным 2010 г., более половины эвенков России проживали в Якутии — 21 008 человек.
- В Китае, по данным переписи 2010 года, численность эвенков и орочонов вместе взятых была 39 534. Они образуют две из 56 официально признанных национальностей КНР.
- В Монголии проживает от 1 до 2 тыс. эвенков, часть из которых сохранила функциональность диалекта эвенкийского языка.

### Эвенки в мире

#### Численность эвенков в России
По итогам переписи 2010 года в России проживают 37 843 эвенка, в том числе:
- Дальневосточный федеральный округ — 69,7 %
  - Республика Саха (Якутия) — 21 008
  - Хабаровский край — 4101
  - Республика Бурятия — 2974
  - Амурская область — 1481
  - Забайкальский край — 1387
  - Сахалинская область — 209
  - Приморский край — 130
  - Еврейская автономная область — 72
- Сибирский федеральный округ — 28,4 %
  - Красноярский край — 4372
  - Иркутская область — 1272
  - Томская область — 95
- другие округа — 1,9 %
  - Северо-Западный федеральный округ — 218 (в том числе СПб — 140)
  - Центральный федеральный округ — 165 (в том числе Москва — 74)
  - Уральский федеральный округ — 139 (в том числе Тюменская область — 109)
  - Приволжский федеральный округ — 73
  - Южный федеральный округ — 62
  - Северо-Кавказский федеральный округ — 18

#### Эвенки Китая
Хотя в России обычно считается, что эвенки живут в российской Сибири, на сопредельной территории Китая они представлены четырьмя этнолингвистическими группами, общая численность которых превосходит численность эвенков в России: 39 534 против 37 843. Эти группы объединены в две официальные национальности, проживающие в Эвенкийском автономном хошуне автономного района Внутренняя Монголия и в соседней провинции Хэйлунцзян (уезд Нэхэ):
- Орочоны (кит. упр. 鄂伦春族, пиньинь Èlúnchūn Zú) — 8650 человек по переписи 2010 года, которые равномерно распределены во Внутренней Монголии и провинции Хэйлунцзян, а также незначительно в провинции Ляонин[101]. Около половины говорит на орочонском диалекте эвенкийского языка. В материальной культуре и ментальности орочонов Китая сохраняется влияние охотничьих традиций эвенков[102].
- Эвенки (кит. упр. 鄂温克族, пиньинь Èwēnkè Zú) — 30 870 на 2010 год[101], проживают преимущественно во Внутренней Монголии и представлены группой эвенков-скотоводов, именуемых солон-эвэнки, что в переводе с эвенкийского означает «житель верховий реки (Амура)»[103][104].
- В настоящее время в Китае оленеводы-эвенки являются очень малой этнической группой, численностью всего около двухсот человек. Практически все представители этой группы являются потомками представителей эвенкийских родов Якутии и Приамурья, мигрировавших в Китай в годы революции, гражданской войны и репрессий. Они носят неофициальное название йоко-эвэнкил, якутэ и говорят на диалекте северо-тунгусского языка, характерном для групп восточных эвенков. Сохранность культурных традиций этой группы находится под большой угрозой[105][106].
- Хамниганы — эвенкийская группа, подвергшаяся сильному влиянию монгольских культурных традиций. Хамниганы говорят на монгольском и собственно хамниганском диалекте эвенкийского языка; эти так называемые «маньчжурские хамниганы» эмигрировали из России в Китай в течение нескольких лет после Октябрьской революции[107][108].

#### Динамика численности эвенков КНР (по данным всекитайских переписей населения)[109]
Численность эвенков и орочонов по переписи населения Китая 2020 года выросла до 34 617 и 9168 человек, соответственно.

#### Эвенки Монголии
В Монголии эвенки представлены только смешанными эвенкийско-монгольскими родами — хамниганами (около тысячи человек), проживающими в Селенгинском аймаке.

## ДНК
Исследование SNP-маркеров Y-хромосомы забайкальских и амурских эвенков выявило, что в обеих популяциях на первом месте находится субклад C2b1a2-M48 (ранее С3с) Y-хромосомной макрогаплогруппы C, на втором — Y-хромосомная гаплогруппа N1a1a1a1b-M2118 (N1a1a1a1b1-M1982/M1993 и N1a1a1a1b1-M1993>N1a1-M2038>N1a1-Y25011). В обеих популяциях также были выявлены гаплогруппы R1a-M198 и I2-P37.2. Кроме того, у эвенков Приамурья выявлена гаплогруппа N1a1a1a1-CTS6967>N1a1-CTS3103>N1a1-B479, а у эвенков Забайкалья — гаплогруппа I1-M253.
У западных эвенков из Красноярского края (река Подкаменная Тунгуска) гаплогруппа C2b1a2-M48 или M86 (ранее C3c) достигает 70 %, гаплогруппа N1b-P43 — 27,5 %. Более половины совпадающих митохондриальных линий эвенков, эвенов и якутов относятся к ветвям митохондриальных гаплогрупп С и D. Y-хромосомная гаплогруппа R1b1b2-M269 присутствует у эвенков с частотой 2,4 %, E1b1b1a — с частотой 6,3 %.

## Хозяйственные традиции
Основными, культурообразующими хозяйственными традициями эвенков являются охота и оленеводство. Охотничьи традиции стали основой этнографического комплекса в эпоху прототунгусской общности в неолите — не позднее 5-6 тыс. лет назад — когда предки современных тунгусо-маньчжурских народов начали освоение горно-таёжного ландшафта Сибири.
В зависимости от ландшафтно-территориальных условий, охотничьи традиции разных групп эвенков отличались, однако важнейшими объектами охоты являлись крупные копытные животные — прежде всего, лось и дикий олень. С XVII в. в среде эвенков широко распространилась охота на пушного зверя, которого до этого добывали попутно для личных нужд. Эвенки, являясь непревзойдёнными в навыках охоты, использовали различные способы промысла, среди которых преобладала индивидуальная охота скрадом с использованием собак и охота на путях массовых миграций животных.
Большую значимость для эвенков имело оленеводство, которое вошло в этнографический комплекс северных тунгусов не позднее 2,5-3 тыс. лет назад. Прямые предки эвенков и эвенов приспособили традиции оленеводства для нужд охоты и кочевого образа жизни; по меткому изречению В. Г. Богораза, «олень окрылил эвенка, позволив многократно увеличить интенсивность и дальность маршрутов кочевий эвенкийских семей круглый год за счёт верховой езды».
Рыболовство у большинства групп эвенков является сопутствующим видом хозяйствования, за исключением эвенков арктических территорий и некоторых групп Приамурья. Распространёнными способами рыболовства у кочевых групп эвенков являлся покол с помощью остроги, а ловля при помощи самоловов, преимущественно в зимнее время. Исторические традиции рыболовства северных тунгусов берут начало с позднего неолита и наглядно отражены в артефактах глазковской культуры Прибайкалья.
К более позднему времени относятся традиции скотоводства, заимствованные южными группами эвенков от монгольских групп с начала нашей эры в Приамурье, а позднее — и в Забайкалье. Скотоводство получило наибольшее развитие в среде эвенков-солонов и хамниган. В России скотоводческие группы эвенков носят локальное самоназвание мурчен — «конный».

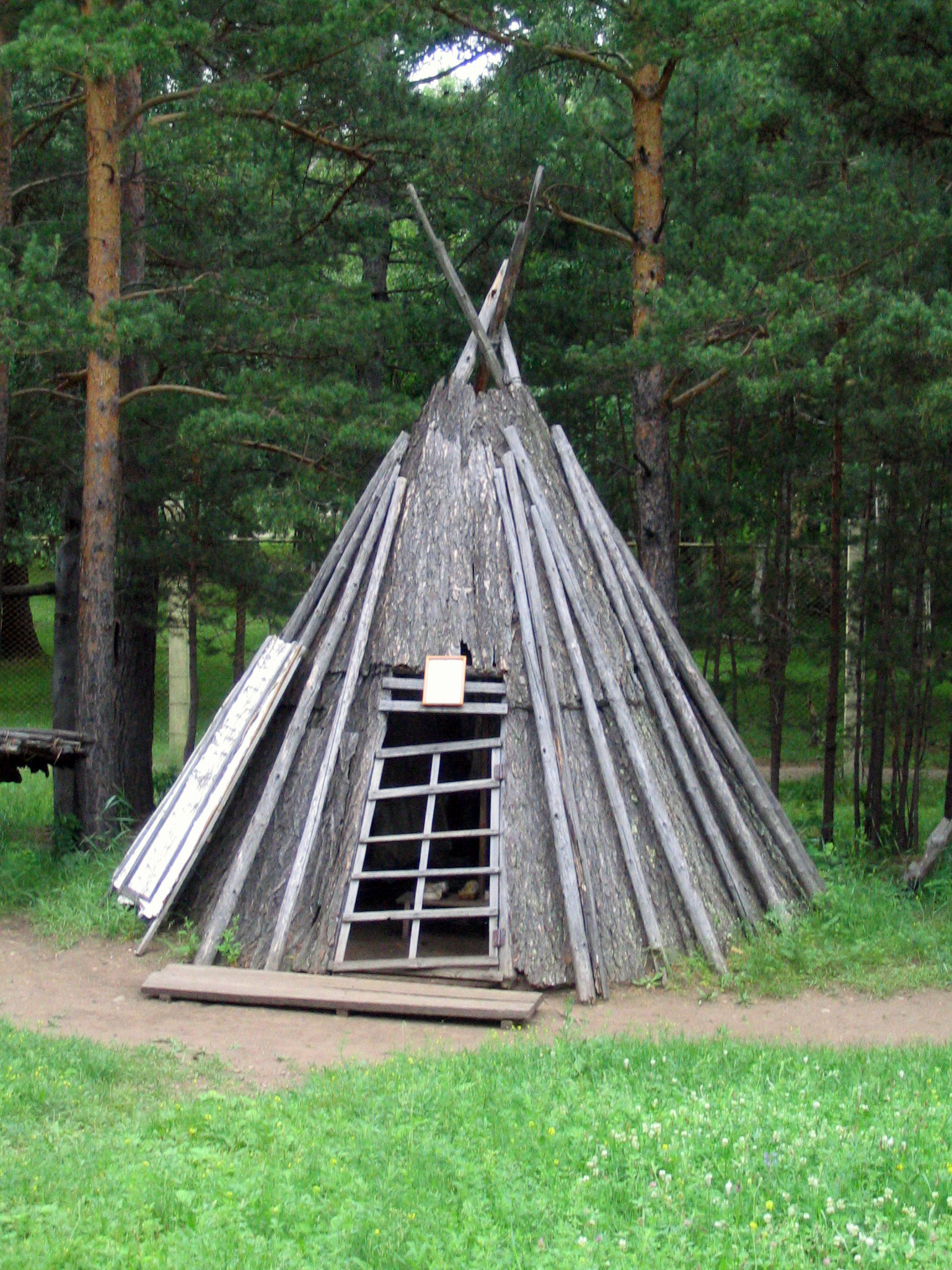
Модель чума, сделанная из дерева (Этнографический музей народов Забайкалья)
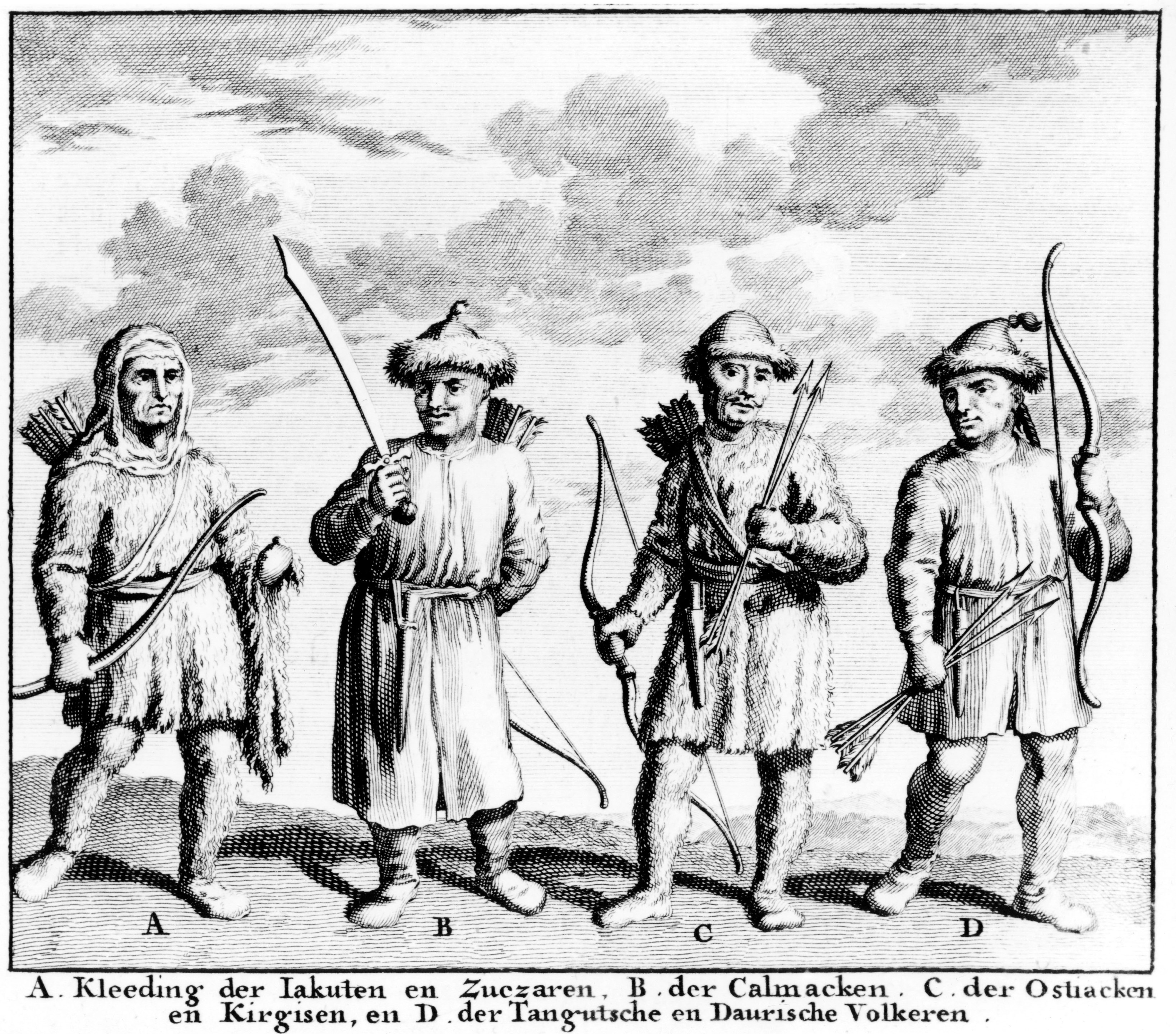
Обитатели Тартарии. Николас Витсен. Тунгус (даурский) крайний справа
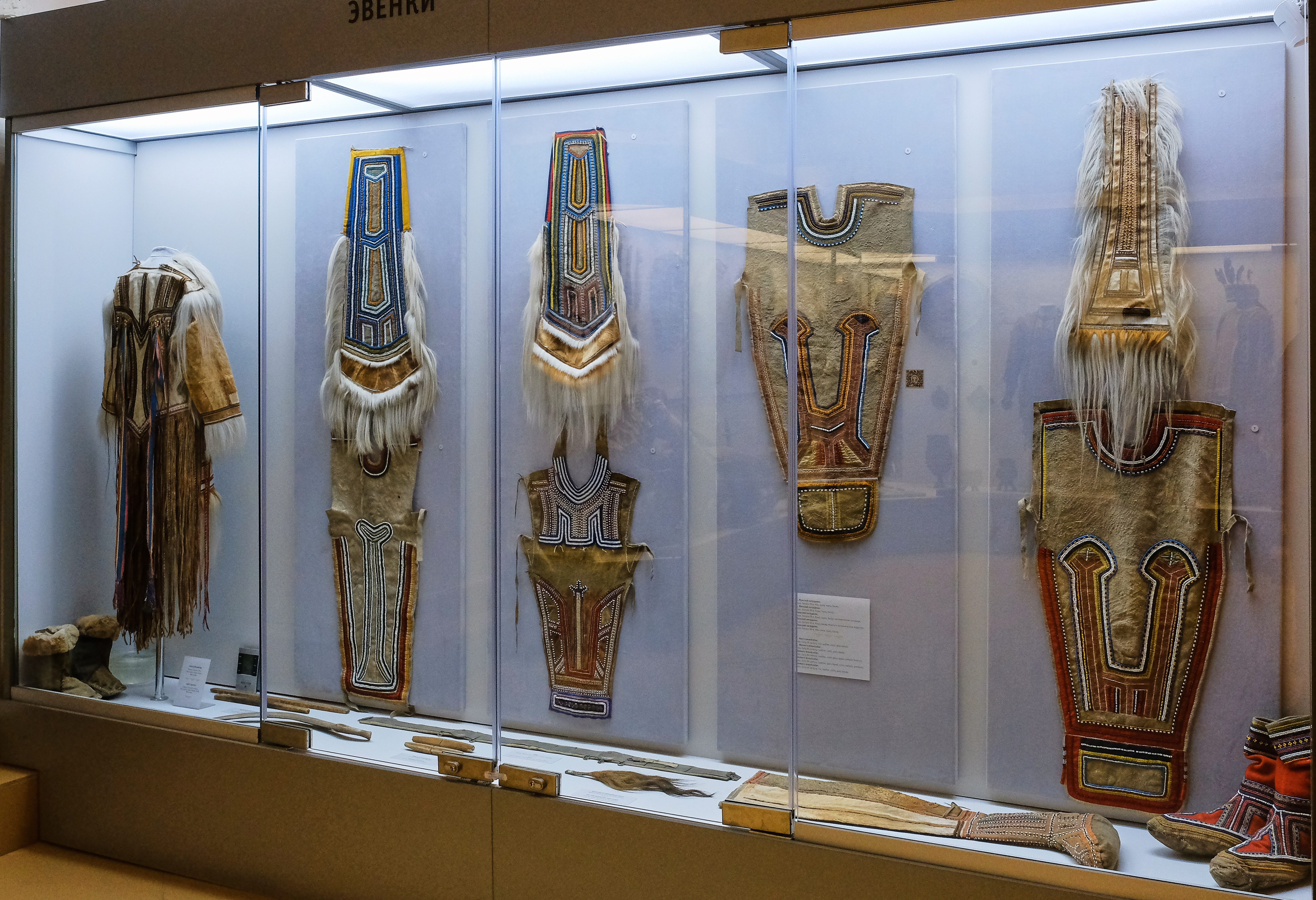
Предметы одежды (Новосибирский краеведческий музей)
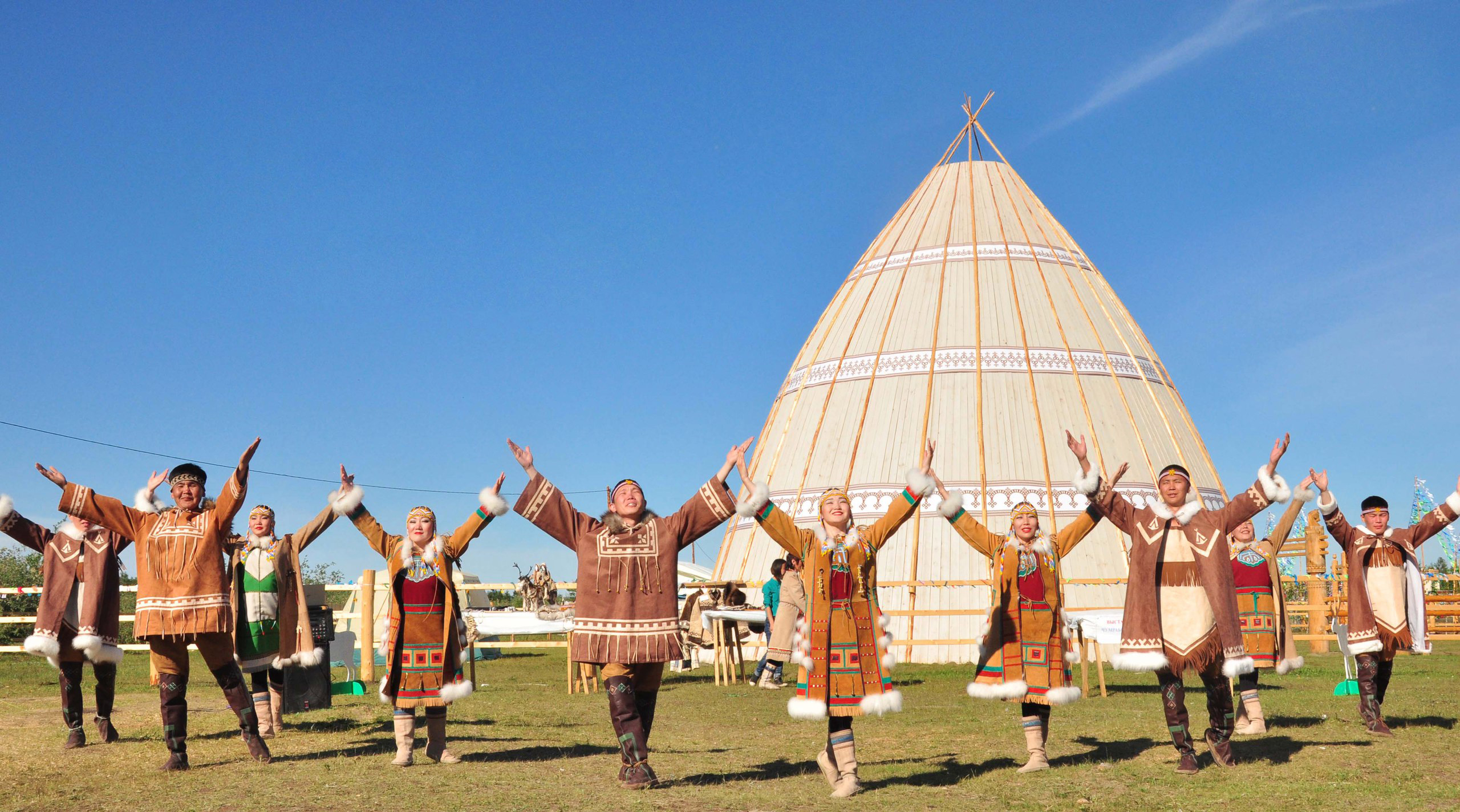
Народный танец эвенков
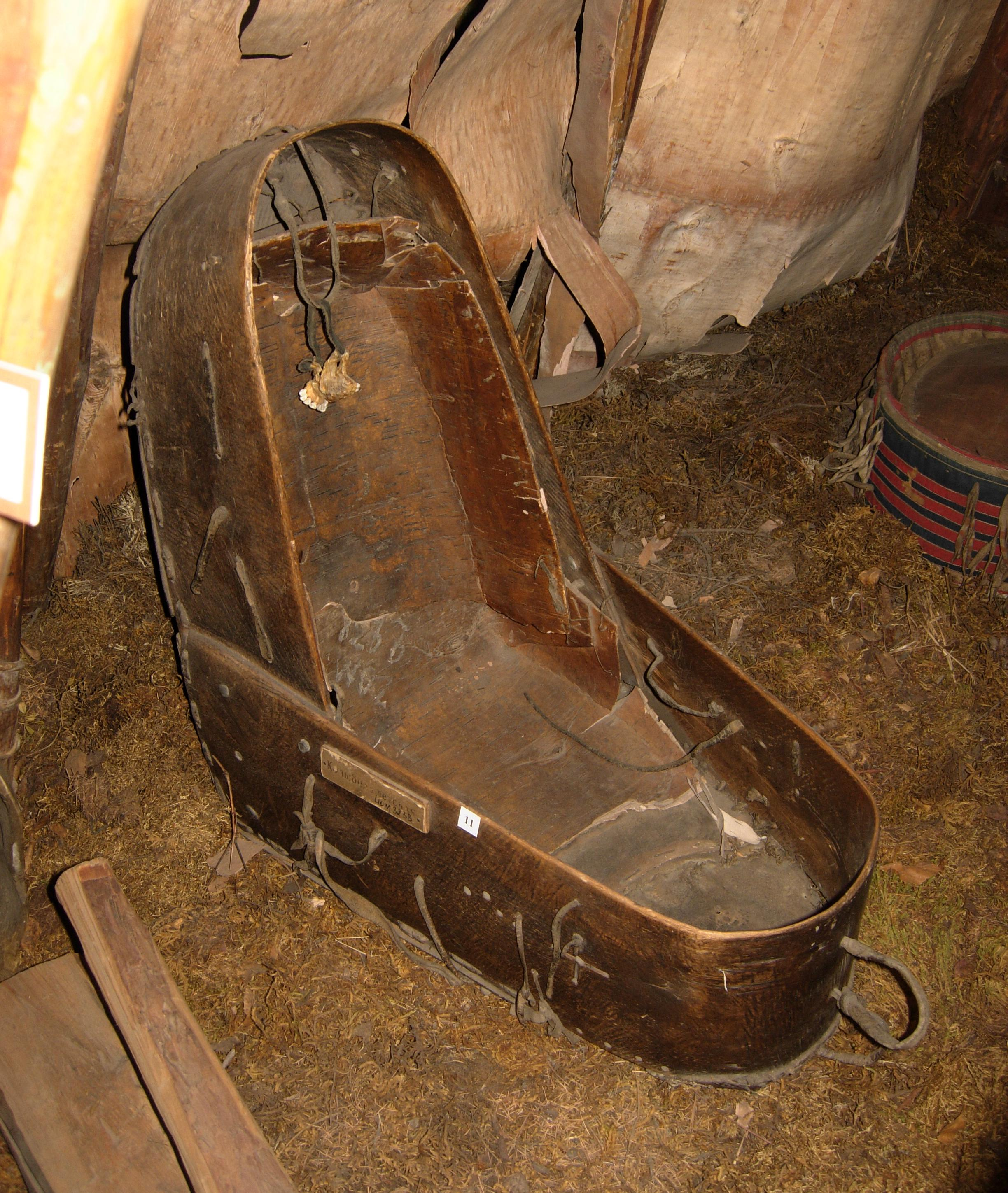
Колыбель эвенков
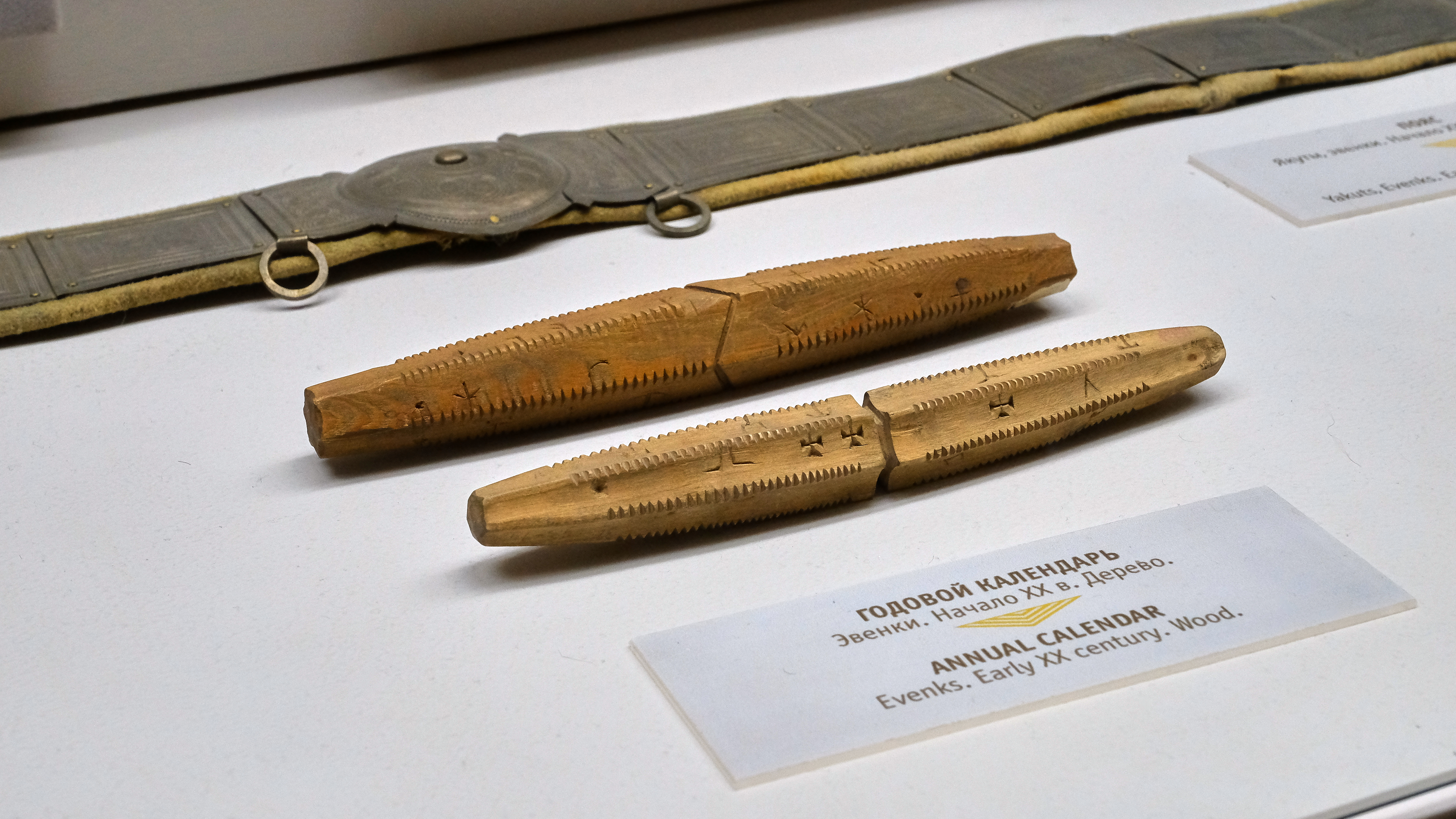
Календарь эвенков (Новосибирский краеведческий музей)

## Обычаи

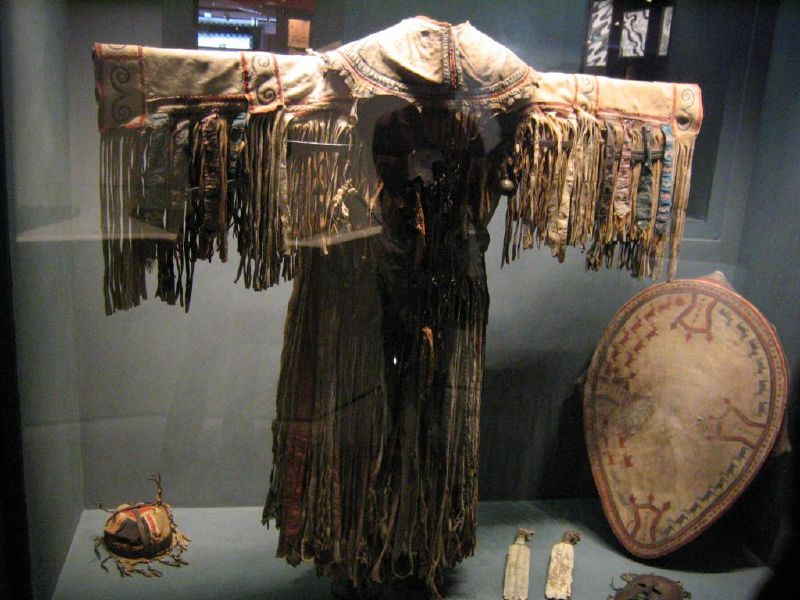
Костюм эвенкийского шамана. Музей на набережной Бранли (Франция)

Культурные традиции эвенков основаны на системе экологического восприятия мира как живого единства всех объектов природы, в которой человек является звеном мироздания, а не царём природы. Соответственно этой системе взгляда на окружающий мир, обычаи эвенков соответствуют требованиям бережного отношения к природе, направлены на достижение гармонии человека и окружающего мира. В традиционном мировоззрении эвенков все объекты и явления окружающего мира одушевляются — душу имеют все стихии, субъекты («душа-оми») и объекты мироздания («душа-мусун»).
У эвенков существует система правил и запретов Одё, устанавливающая правила хозяйственной деятельности: запрещается промысел сверх прямых потребностей семьи, небрежное отношение к добыче и многое другое. Жизненный путь и совершенствование личности регулируются кодексом морально-нравственных требований, называемых Иты — «законы жизни». Соблюдение эвенкийских законов и правил жития воплощается в чрезвычайно разнообразных обрядовых традициях. Одним из важнейших законов эвенков является Нимат, который в упрощённой форме объясняется как соблюдение справедливости в распределении добычи.

## Эвенкийские административно-территориальные образования

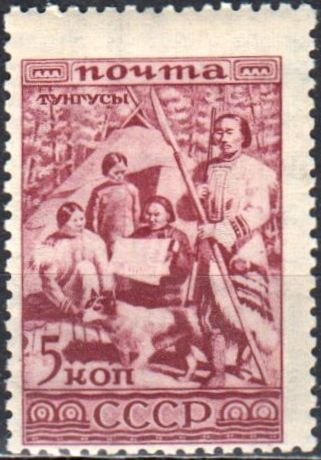
Серия «Народы СССР» (тунгусы), почтовая марка СССР 1933 года

Эвенкийские административно-территориальные образования в настоящее время (2009) имеются в России и Китае. В России к ним относятся Эвенкийский район Красноярского края (бывший Эвенкийский автономный округ), Анабарский, Жиганский и Оленёкский улусы Якутии, Баунтовский эвенкийский район Бурятии и ряд сельских поселений в Иркутской области, Бурятии и Якутии. В прошлом существовали и другие эвенкийские административно-территориальные образования.
В Китае к эвенкийским административно-территориальным образованиям относятся Орочонский и Эвенкийский автономные хошуны во Внутренней Монголии и несколько национальных волостей и сомонов во Внутренней Монголии и Хэйлунцзяне.

## Эвенки в филателии
В 1933 году в СССР была выпущена этнографическая серия почтовых марок «Народы СССР». Среди них была марка, посвящённая эвенкам (тунгусам).